# Veronika Maslíková
Veronika Maslíková, geborene Veronika Machalová, (* 21. August 1986 in Bratislava) ist eine slowakische Schachspielerin. Sie bekam im Jahr 2015 von der FIDE den Titel Internationale Meisterin der Frauen (WIM) verliehen.

## Karriere
Veronika Maslíková nahm erstmals in der Saison 2007/08 an der slowakischen Extraliga teil und startete dabei für den ŠK Modra. Im Verlauf ihrer Karriere spielte sie auch für ŠK Dunajská Streda, ŠK Strelec Devínska Nová Ves und ŠK Aquamarin Podhájska in der Extraliga. Nachdem sie beim Mitropacup 2010 und bei dem Turnier Chess Ladies Vienna 2015 sowie während der Extraliga-Saison 2014/15 die Qualifikationskriterien für den WIM-Titel erfüllen konnte, wurde ihr von der FIDE während des FIDE-Kongress 2015 in Abu Dhabi der Titel Internationale Meisterin der Frauen (WIM) verliehen. Neben ihren Einsätzen in der Extraliga spielte Veronika Maslíková zwischen 2015 und 2018 auch in der österreichischen Schachbundesliga der Frauen und konnte direkt in ihrer Debütsaison mit ASVÖ Pamhagen den österreichischen Meistertitel gewinnen.
Für die slowakische Frauennationalmannschaft spielte sie bei vier Schacholympiaden: 2010, 2012, 2014 und 2016. Dabei erreichte sie mit 19,5 Punkten aus 28 Partien ein deutlich positives Ergebnis.
Ihre höchste Elo-Zahl war 2249 im April 2017.